# Tatort: Der schwarze Ritter
Der schwarze Ritter ist ein Fernsehfilm aus der Krimireihe Tatort, eine Produktion des SWR. Die 443. Episode der Reihe wurde am 21. Mai 2000 im Ersten Deutschen Fernsehen zum ersten Mal ausgestrahlt.
Das  Ludwigshafener Ermittlerduo Lena Odenthal (Ulrike Folkerts) und Mario Kopper (Andreas Hoppe) hat den Tod der Hauptattraktion eines Freizeitparks aufzuklären.

## Handlung
Mit rasanten Achterbahnfahrten, verrückten Fantasiegestalten und Ziehharmonikaklängen startet Der schwarze Ritter. Der ist die Hauptattraktion im „Lunapark“ und macht mit Magier Magnus’ Assistentin Zora Pläne für die Zukunft in Paris, von denen Magnus nichts wissen soll. Ausgerechnet Louis Mercier, „Der schwarze Ritter“, wird tot beim Piratenschiff aufgefunden. Zora ist spurlos verschwunden.
Thierry, der Bruder des Toten, ist nicht sehr hilfreich bei der Aufklärung, weist aber auf die finanzielle Abhängigkeit von Frau Reiche, der Produzentin, hin. Die wiederum schwärzt auf vulgäre Art Thierry an, da er befürchten müsse, dass Louis eine eigene Show ohne ihn plane.
Odenthal platziert Kopper als verdeckten Ermittler, da die Artisten sehr verschlossen sind. Der muss als erstes den Tigerkäfig ausmisten. Des Nachts beobachtet er, wie Magnus den stummen Clown Charly unter Druck setzt. Dieser hatte eine Notiz aufgeschrieben, die Magnus zwar verbrennt, aber Kopper besorgt den Durchdruck, der auf Erpressung hinweist.
Zora Jeschke wird an der deutsch-französischen Grenze aufgegriffen. Im Tigerkäfig findet sie die vermutete Tatwaffe. Als Magnus Zora erblickt, rastet er aus, schüttelt und würgt sie und wirft ihr vor, mit Louis fremdgegangen zu sein. Dies habe er aber erst später erfahren.
Den Fund der Tatwaffe durch Zora finden Odenthal und Kopper verdächtig, da Kopper den Käfig vorher gründlich gesäubert hatte, ohne auf die Waffe zu stoßen. Die von Parkmanager Bausch organisierten Amateurvideos der Parkbesucher weisen darauf hin, dass beim letzten Auftritt des Schwarzer Ritters nicht Louis Mercier im Kostüm gesteckt haben kann. Das Kostüm wurde bei der Aufführung zerrissen, das Kostüm des Toten war jedoch unversehrt.
Gegenüber Thierry gesteht die ehemalige Kunstreiterin Zora: Sie habe Louis in der Garderobe getroffen. Dort habe er ihr mitgeteilt, dass er nicht mit ihr nach Paris gehen würde. Darauf habe sie Louis mit dem Dolch erstochen. Anschließend habe sie das schwarze Ritterkostüm angelegt und habe an Louis’ Stelle an der Vorführung teilgenommen. Mit einem Trick können Odenthal und Kopper Zora überführen.

## Hintergrund
Der Schwarze Ritter war der erste Tatort des aus Freiburg im Breisgau stammenden Regisseurs Didi Danquart. Bereits in seinem Kinofilm Viehjud Levi hatte er 1998 mit Bruno Cathomas und Eva Mattes zusammengearbeitet. Mattes’ Auftritt in diesem Tatort war mit ausschlaggebend dafür, dass sie wenig später selbst als Klara Blum Tatort-Kommissarin wurde.
Die Dreharbeiten für die Szenen im Lunapark fanden nahe Freiburg im Europa-Park statt, dessen Geschäftsführer Roland Mack in der 81. Minute einen Cameo-Auftritt hat.

## Rezeption

### Einschaltquoten
Die Erstausstrahlung von Der schwarze Ritter am 21. Mai 2000 wurde in Deutschland insgesamt von 7 Millionen Zuschauern gesehen und erreichte einen Marktanteil von 21,04 Prozent für Das Erste.

### Kritik
Die Kritiker der Fernsehzeitschrift TV Spielfilm zeigen mit dem Daumen zur Seite und urteilen: „Schade: Witz und Zauber, die hier von Milieu und Figuren ausgehen könnten, wurden verschenkt. Fazit: Armer Ritter! Dem Krimi fehlt das Flair.“